# Brooke Candy
Brooke Dyan Candy (Oxnard, 20 juli 1989) is een Amerikaanse rapper die onder meer een bijrol had in de videoclip bij het nummer Genesis van Grimes. Candy bracht voor haar single Das Me een videoclip uit in 2012. In 2013 bracht ze de singles Everybody Does en I Wanna Fuck Right Now uit.
Candys vader is financieel directeur van Hustler en CEO van Hustler Casino. Ze werkte zelf bij Hustler als mannequinstilist. Voordat ze rapper werd, was ze acht maanden werkzaam in een stripclub.
Candy gaat doorgaans gekleed in bikini’s en roze vlechten. Daarom wordt ze vergeleken met Gwen Stefani, Lady Gaga en Lil' Kim.

## Leven en carrière
Candy groeide op de buitenwijk Agoura Hills, samen met haar vader. In haar late tienerjaren woonde ze in Los Angeles, waar ze stage liep als stilist bij modestilist Rachel Zoe, totdat ze contact opnam met Larry Flynt om werk te zoeken als fotograaf voor Hustler. In plaats van haar als fotograaf aan te nemen, nam hij haar aan als mannequinstilist. Candy beschreef het werk als het aankleden van mannequins als “sletterig”. Ze was de baan snel beu en besloot te gaan strippen. Voordat haar rapsingles en foto's bekend werden, werkte ze als zodanig in stripclub Seventh Veil in Hollywood, waar ze per avond rond de 1500 dollar verdiende. Candy werkte acht maanden in deze club. Ondanks aanbiedingen wilde ze niet de prostitutie in, maar ze dacht er wel aan om als pornoactrice aan de slag te gaan.
Candy hield van dansen maar besloot om popmuziek te maken, omdat daar meer geld uit te halen viel. Ze werd door platenmaatschappijen benaderd om een contract te tekenen en in februari tekende ze een contract met RCA Records (onderdeel van Sony Music). Ze verscheen voor het eerst op de track Cloud Aura, op het debuutalbum van Charli XCX, getiteld True Romance. In 2013 werd bekendgemaakt dat een single van Kylie Minogues twaalfde album uitgebracht zou worden met Candy als gastartieste.

## Discografie

### Albums
- Sexorcism (2019)
- Candyland (2024)

### Singles
- Das Me (2012)
- Everybody Does (2013)
- I Wanna Fuck Right Now (2013)
- Pussy Make the Rules (2013)
- Dumb (2013)
- Opulence (2014)
- Living Out Loud met Sia (2017)
- Volcano (2017)
- War (2018)
- My Sex (2018)
- Nuts (2018)
- Oomph (2018)
- Happy (2019)
- XXXTC met Charli XCX & Malibu Mitch (2019)
- Drip met Erika Jayne (2019)
- FMU met Rico Nasty (2019)

### Andere verschijningen
- Cloud Aura van Charli XCX met Brooke Candy (2012)
- I Got It van Charli XCX met Brooke Candy, cupcakKe en Pabllo Vittar (2017)
- Shake It van Charli XCX met Big Freeda, cupcakKe, Brook Candy en Pabllo Vittar (2019)